# Леопольд Даниїл Самуїлович
Даниїл Самуїлович Леопольд (Ройтман) (7 жовтня 1901 — 19 квітня 1939) — український радянський розвідник. Начальник Іноземного відділення Державного політичного управління Української СРР (1931-1932).

## Життєпис
Народився 7 жовтня 1901 року в селі Сесени Бравичеської волості Бессарабської губернії. У 1912 році закінчив третю групу єврейської школи у містечку Рашків Подільської губернії, після чого вже у підлітковому віці працював учнем гравера, фрезерувальником, слюсарем-підручним та слюсарем на машинобудівному і механічному заводах м. Одеса.
З липня 1917 року — проходить військову службу рядовим у 300-му стрілецькому полку.
У січні 1918 року — проходить військову службу рядовим у червоногвардійського загону ім. Рошаля, 
З березня 1918 року — червоноармієць 1-го Дніпровського полку.
У травні 1918 — квітні 1919 рр. — працює слюсарем у гравірувальній майстерні.
У 1919—1920 рр. — співробітник Одеської губернської надзвичайної комісії
З квітня 1920 по червень 1921 рр. — працює в розвідувальному управлінні Робітничо-Селянської Червоної Армії України в Криму.
З червня 1921 по липень 1925 рр. — службу проходить у різних прикордонних підрозділах Подільської губернської надзвичайної комісії: м. Могилеві-Подільському (1921), Новоушицькому повіті (1922), особливих прикордонних постах у м. Гусятині та с. Гукові (1923), а також у підрозділі Державного політичного управління Кам'янець-Подільського повіту (кінець 1923—1924 рр.).
З липня 1925 по квітень 1929 рр. — працює у відділах контррозвідки Кам'янець-Подільського, Чернігівського (1925) та Київського (1926) Державного політичного управління.
З серпня 1931 по жовтень 1932 рр. — начальник Іноземного відділення Державного політичного управління Української СРР.
У 1932—1934 рр. — очолює Особливий відділ Вінницького обласного відділу Державного політичного управління, З березня по липень 1934 року — очолює Особливий відділ Донецького обласного відділу Державного політичного управління Народного комісаріату внутрішніх справ.
У 1934—1937 рр. — помічник начальника Донецького обласного відділу Державного політичного управління Народного комісаріату внутрішніх справ.
У липні 1938 року — заарештований за звинуваченням у шпигунській діяльності.
19 квітня 1939 року — Військовою Колегією Верховного Суду СРСР засуджений до розстрілу, і у той же день вирок був виконано.

## Нагороди та відзнаки
- Бойова зброя (1927, 1929, 1932)
- Знак «Почесний працівник ВНК-ДПУ» (1934).